# Massakren i Damur
Massakren i Damur foregik den 20. januar 1976 under Den libanesiske borgerkrig da palæstinensiske og muslimske militsenheder efter længere tids belejring stormede den kristne libanesiske kystby Damur. Mellem 330 og 500 blev dræbt under massakren.

## Baggrund
Damur ligger ud til Middelhavet ca. 20 km syd for Beirut og havde i 1976 omkring 25.000 indbyggere, fem kirker, tre kapeller og syv skoler og et hospital.
Damur ligger tæt på Camille Nimr Chamouns hjem. Camille Chamoun var tidligere kristen præsident for Libanon (1952–1958) og en vigtig leder under borgerkrigen.
Den 9. januar 1976 blev byen omringet af palæstinensiske PLA-tropper (PLO), som påbegyndte et længerevarende bombardement af byen, som fortsatte, til byen blev stormet 11 dage senere. De fleste af byens indbyggere var flygtet før stormen, men nogle blev tilbage, mens palæstinenserne overtog kontrollen med byen.
Den kristne kirkegård blev ødelagt, kisterne blev gravet op, de døde plyndret, gravkamre åbnet og skeletterne kastet ud og spredt over kirkegården. Byens største kirke blev nedbrændt og ydermuren overmalet med et billede af Fatah soldater med AK-47 maskinpistoler og et portræt af Yasser Arafat. Resterne af kirken blev indrettet som garage, og kirkens midterskib brugt til skydeøvelser.
Tyve kristne falangister blev henrettet og civile blev stillet op foran en mur og mejet ned af maskingeværild. Et ukendt antal kvinder blev voldtaget (mange gruppevoldtaget), babyer blev skudt på klos hold og lig skamferet og sønderlemmet. Alle tilbageværende indbyggere blev dræbt under massakren. Det anslåede antal dræbte spænder fra 25–30 til 582 – sandsynligvis er omkring 330 døde det mest troværdige. Blandt de dræbte var militslederen Elie Hobeikas familie og forlovede. Efter at byen var blevet rømmet, genbosatte PLO andre palæstinensere i byen. Efter borgerkrigen var afsluttet, blev palæstinenserne igen smidt ud, og de oprindelige beboere vendte tilbage.
Ifølge Thomas L. Friedman blev massakre i Sabra og Shatila delvist udført som hævn for massakren i Damur .

## Gerningsmænd
Der er en række modstridende beretninger om hvilke militsenheder der deltog i massakren. Det står dog klart at massakren blev anført af palæstinensere fra PLO, men nogle kilder antyder også en afgørende involvering af syrisk kontrollerede palæstinensiske fraktioner. Under alle omstændigheder er det uomtvisteligt at massakren blev udført af en blandet gruppe af palæstinensiske militsmænd tilknyttet den Libanesiske Nationalbevægelse.
Ifølge den engelske journalist Robert Fisk blev massakren ledet af oberst Abu Musa, en (på det tidspunkt) højtrangerende leder inden for PLO og Fatah – (senere skiftede han til at være leder af en anti-Arafat fraktion kaldet Fatah al-Intifada). En internetside associeret med de kristne falangister nævner imidlertid Zuheir Mohsen som leder af massakren. Zuheir Mohsen var leder af gruppen as-Sa'iqa, en Damascus-baseret og syrisk kontrolleret palæstinensisk fraktion. Han skulle efterfølgende have været kendt som "Slagteren fra Damur" – han blev snigmyrdet den 15. juli 1979 i Cannes i det sydlige Frankrig.

## Fodnoter
1. ↑  Fisk, 2001, ss. 99-100.
2. ↑  Abraham, 1996, s. 33.
3. ↑  Nisan, 2003, s. 25.
4. ↑  "Elie Hobeika". Arkiveret fra originalen 5. august 2012. Hentet 29. november 2007.
5. ↑  Back to Shatila, part 2 Arkiveret 12. juli 2012 hos  Wayback Machine, 8. november 2004
6. ↑  Friedman, 1998, s. 161.
7. ↑  Friedman, New York Times, Sep 20, 21, 26, 27, 1982.